# Neillia uekii
Neillia uekii är en rosväxtart som beskrevs av Takenoshin Nakai. Neillia uekii ingår i släktet klockspireor, och familjen rosväxter.

## Underarter
Arten delas in i följande underarter:
- N. u. typica
- N. u. papilosa
- N. u. papillosa